# Lev Leviev
Lev Leviev (în engleză) , se pronunță Lev Levaiev (în ebraică: לב לבייב, numele la naștere: Lev Avnerovici Levaiev, n. 30 iulie 1956 la Tașkent) este un om de afaceri, investitor și filantrop israelian, stabilit din 2007 în Anglia, evreu buhar, originar din Uzbekistan, președintele grupului de afaceri Africa-Israel.  Având o avere de aproximativ 1,5 miliarde de dolari în martie 2013, el este un filantrop și un susținător major al mișcării religioase hasidice Habad în Europa de Est și Israel. 
Leviev îndeplinește funcția de președinte al Uniunii Comunităților Evreiești din Comunitatea Statelor Independente, care întrunește comunitățile aflate sub egida hasidismului Habad în fosta Uniune Sovietică și care este agreată de regimul actual din Rusia, de asemenea este președintele Consiliului Mondial al Evreilor Buhari, președintele Oficiului de comerț și industrie Israel-C.I.S. 
Începând cu anii 1990 Leviev a evitat să mai fie implicat direct în relații cu familia Elțîn și a întreținut legatura cu noul conducător al Rusiei, Vladimir Putin. Investițiile sale în mineritul diamantelor din Angola și cele din așezările israeliene din afara liniei verzi în Cisiordania (Iudeea și Samaria) au fost ținta unor proteste.